# 二重溪 (臺南市東山區)
二重溪，是臺灣臺南市東山區的一個傳統地域名稱，位於該區南部偏西地帶。相較於今日行政區，其範圍大致為南溪里不含西端、北端及東南端。
本地區境內主要聚落為二重溪、大坪頂，西南端為尖山埤水庫風景區的一部分。

## 歷史
台灣日治初期，二重溪地區為一街庄，稱為「二重溪庄」（舊制街庄），隸屬於哆囉嘓東下堡。該庄昔日西邊北側大部分及北邊西段隔龜仔重溪與番仔嶺庄為界，北邊東段及東邊分別隔龜仔重溪及陸界與牛肉崎庄相鄰，南邊為果毅後庄，西邊最南段與山仔腳庄為鄰。
1901年（日治明治三十四年）11月11日，全台廢縣廳改設二十廳，該庄隸屬於鹽水港廳。1904年（明治三十七年）4月1日，該庄編入「前大埔區」，隸屬於鹽水港廳。1906年（明治三十九年）4月1日，鹽水港廳內管轄區域調整，該庄仍隸屬於「前大埔區」。1909年（明治四十二年）10月25日，全台合併二十廳為十二廳，前大埔區改隸屬於嘉義廳。1920年（大正九年）10月1日，全台地方制度大改正，廢十二廳改設五州二廳，該庄改制為「二重溪」大字，隸屬於臺南州新營郡番社庄（新制街庄）。
戰後番社庄改制為番社鄉，隸屬於臺南縣，大字亦改制為村。1946年（民國35年）4月1日，番社鄉改名為「東山鄉」。1950年（民國39年）10月25日，雲、嘉、南分治，東山鄉仍隸屬於臺南縣。2010年（民國99年）12月25日，臺南縣、市合併為直轄臺南市，東山鄉改制為東山區，村亦改制為里。

## 聚落
本地區發展較早的聚落有二重溪、大坪頂等，在日治期初期的官方地圖上已有記載。

## 交通
區道南106線是新吉庄至牛稠仔的道路，經過本地區南部邊界地帶。
區道南106-1線是山豬陷至西湖港的道路，其北側端點（起點）位於本地區南部邊界地帶的區道106線路口。
區道南107線是崁下寮至新吉莊的道路，其南側端點（終點）位於本地區西部偏南側的區道106線轉角路口，向北經過本地區二重溪聚落。

## 景點
- 尖山埤水庫風景區（一部分，水庫水域在南鄰果毅後地區境內）